# Interclubs 2004/05
Die Interclubs 2004/05 war die belgische Mannschaftsmeisterschaft im Schach.
Meister wurde der Titelverteidiger KSK 47 Eynatten, der erneut alle Wettkämpfe gewann. Aus der Division 2 waren der SC Jean Jaurès und die zweite Mannschaft von Boey Temse aufgestiegen. Formal erreichten beide Aufsteiger den Klassenerhalt, allerdings stieg die (nominell schwächer besetzte) erste Mannschaft von Boey Temse zusammen mit dem LV Leuven ab.
Zu den gemeldeten Mannschaftskadern siehe Mannschaftskader der Interclubs 2004/05.

## Spieltermine
Die Wettkämpfe wurden am 10. und 24. Oktober, 7. und 21. November, 5. Dezember 2004, 9., 16. und 30. Januar, 27. Februar, 6. und 20. März 2005 gespielt und fanden dezentral bei den beteiligten Vereinen statt.

## Modus
Die zwölf teilnehmenden Mannschaften spielten ein einfaches Rundenturnier. Über die Platzierung entschied zunächst die Anzahl der Brettpunkte (ein Punkt für einen Sieg, ein halber Punkt für ein Remis, kein Punkt für eine Niederlage) und dann die Zahl der Mannschaftspunkte (zwei Punkte für einen Mannschaftssieg, ein Punkt für ein Unentschieden, kein Punkt für eine Niederlage).

## Abschlusstabelle
| Pl. | Verein                                                 | Sp | G  | U | V  | Brett-P.  | MP    |
| --- | ------------------------------------------------------ | -- | -- | - | -- | --------- | ----- |
| 01. | KSK 47 Eynatten I. Mannschaft (M)                      | 11 | 11 | 0 | 0  | 69,0:19,0 | 22:0  |
| 02. | KSK Rochade Eupen-Kelmis                               | 11 | 6  | 1 | 4  | 54,0:34,0 | 13:9  |
| 03. | Cercle Royal des Echecs de Liège et Echiquier Liègeois | 11 | 8  | 0 | 3  | 49,5:38,5 | 16:6  |
| 04. | KSK 47 Eynatten II. Mannschaft                         | 11 | 5  | 4 | 2  | 48,5:39,5 | 14:8  |
| 05. | Boey Temse II. Mannschaft (N)                          | 11 | 7  | 1 | 3  | 47,0:41,0 | 15:7  |
| 06. | Koninklijke Brugse Schaakkring                         | 11 | 4  | 3 | 4  | 43,0:45,0 | 11:11 |
| 07. | Koninklijke Gentse Schaakkring Ruy Lopez               | 11 | 5  | 2 | 4  | 39,5:48,5 | 12:10 |
| 08. | Borgerhoutse SK                                        | 11 | 3  | 1 | 7  | 38,0:50,0 | 7:15  |
| 09. | Cercle des Echecs de Charleroi                         | 11 | 3  | 0 | 8  | 38,0:50,0 | 6:16  |
| 10. | SC Jean Jaurès (N)                                     | 11 | 4  | 2 | 5  | 36,0:52,0 | 10:12 |
| 11. | Boey Temse I. Mannschaft                               | 11 | 2  | 1 | 8  | 35,5:52,5 | 5:17  |
| 12. | LV Leuven                                              | 11 | 0  | 1 | 10 | 30,0:58,0 | 1:21  |

### Entscheidungen
|     | Belgischer Meister: KSK 47 Eynatten                              |
|     | Absteiger in die Division 2: Boey Temse I. Mannschaft, LV Leuven |
| (M) | Meister der letzten Saison                                       |
| (N) | Aufsteiger der letzten Saison                                    |

## Kreuztabelle
| Ergebnisse | Ergebnisse                                             | 01. | 02. | 03. | 04. | 05. | 06. | 07. | 08. | 09. | 10. | 11. | 12. |
| ---------- | ------------------------------------------------------ | --- | --- | --- | --- | --- | --- | --- | --- | --- | --- | --- | --- |
| 01.        | KSK 47 Eynatten I. Mannschaft                          |     | 5½  | 7½  | 5   | 7   | 5   | 6½  | 6   | 6   | 7   | 7   | 6½  |
| 02.        | KSK Rochade Eupen-Kelmis                               | 2½  |     | 3½  | 4   | 3½  | 3½  | 5½  | 5½  | 8   | 7   | 5½  | 5½  |
| 03.        | Cercle Royal des Echecs de Liège et Echiquier Liègeois | ½   | 4½  |     | 5½  | 3½  | 5   | 3½  | 5   | 6   | 6   | 5½  | 4½  |
| 04.        | KSK 47 Eynatten II. Mannschaft                         | 3   | 4   | 2½  |     | 4½  | 4   | 6½  | 4   | 4½  | 4   | 6   | 5½  |
| 05.        | Boey Temse II. Mannschaft                              | 1   | 4½  | 4½  | 3½  |     | 4½  | 5½  | 2½  | 4½  | 4   | 6   | 6½  |
| 06.        | Koninklijke Brugse Schaakkring                         | 3   | 4½  | 3   | 4   | 3½  |     | 4   | 4½  | 4½  | 3   | 4   | 5   |
| 07.        | Koninklijke Gentse Schaakkring Ruy Lopez               | 1½  | 2½  | 4½  | 1½  | 2½  | 4   |     | 5   | 4½  | 5   | 4½  | 4   |
| 08.        | Borgerhoutse SK                                        | 2   | 2½  | 3   | 4   | 5½  | 3½  | 3   |     | 2½  | 3   | 4½  | 4½  |
| 09.        | Cercle des Echecs de Charleroi                         | 2   | 0   | 2   | 3½  | 3½  | 3½  | 3½  | 5½  |     | 6½  | 2½  | 5½  |
| 10.        | SC Jean Jaurès                                         | 1   | 1   | 2   | 4   | 4   | 5   | 3   | 5   | 1½  |     | 5   | 4½  |
| 11.        | Boey Temse I. Mannschaft                               | 1   | 2½  | 2½  | 2   | 2   | 4   | 3½  | 3½  | 5½  | 3   |     | 6   |
| 12.        | LV Leuven                                              | 1½  | 2½  | 3½  | 2½  | 1½  | 3   | 4   | 3½  | 2½  | 3½  | 2   |     |

## Die Meistermannschaft
| 1.            | KSK 47 Eynatten |
| Schachfiguren | Wassyl Iwantschuk, Michail Gurewitsch, Igor Khenkin, Predrag Nikolić, Arkadij Naiditsch, Dimitri Komarow, Erik van den Doel, Ian Rogers, Oleksandr Holoschtschapow, David Baramidze, Róbert Ruck, József Horváth, Ádám Horváth, Gerhard Schebler, Matthias Röder, Dennis Breder, Cemil Gülbaş, Hans-Hubert Sonntag, Martijn Dambacher, Lorenz Maximilian Drabke, Stéphane Hautot, Ilja Zaragatski, Albin Dal Borgo. |